# Jules Martel
Jules Martel (* 23. Februar 1905 in Saint-Hyacinthe/Québec; † 8. Mai 1981 in Sainte-Agathe-des-Monts/Québec) war ein kanadischer Chorleiter, Musikwissenschaftler, -pädagoge und -historiker.

## Leben
Martel trat 1924 in den Orden der Oblaten der Unbefleckten Jungfrau Maria ein und wurde 1929 zum Priester geweiht. Von 1930 bis 1936 wirkte er als Chorleiter und Gesangslehrer an der Universität Ottawa. Danach studierte er bis 1939 am Päpstlichen Institut für Kirchenmusik in Rom und in Frankreich am Institut grégorien de Paris und an der École César-Franck.
Nach seiner Rückkehr nach Kanada wurde er Chorleiter der Kirche Sacré-Cœur in Ottawa und leitete von 1939 bis 1943 die Schola Cantorum und von 1939 bis 1958 die Musikschule der Universität Ottawa. Bei der CBC wirkte er von 1939 bis 1942 als musikalischer Leiter des Radioprogramms L’Heure dominicale. 1946 gründete er den Chor des Marian Congress in Ottawa (ab 1948 Palestrine Choir), den er bis 1978 leitete. Außerdem war er Präsident des Comité interdiocésain de musique sacrée du Québec.
Neben zahlreichen Artikeln zu kirchenmusikalischen Themen veröffentlichte Martel mehrere Sammlungen von Hymnen und Psalmen für den Gemeindegebrauch (Service pour les défunts, 1965, Refrains liturgiques, 1967, Le Livre du psalmiste, 1967) und schrieb Beiträge für Music in Canada und die Encyclopedia Canadiana.